# اکولاک، قاضی‌پاشا
اکولاک، قاضی‌پاشا (به لاتین: Akoluk, Gazipaşa) یک منطقهٔ مسکونی در ترکیه است که در استان آنتالیا واقع شده‌است.